# Karolina Radzik-Johan
Karolina Radzik-Johan (ur. 24 września 1980 w Opolu) – polska sędzia piłkarska. Jest również nauczycielką wychowania fizycznego w VI Liceum Ogólnokształcącym w Opolu.
Ojciec Karoliny również był sędzią piłkarskim. Karierę sędziowską rozpoczęła w 2000. Od 2003 sędziuje w Ekstralidze kobiet, a od 2007 także w męskiej IV lidze. Sędziuje również spotkania Młodej Ekstraklasy. Od 2008 jest sędzią międzynarodowym FIFA. Jest arbitrem w kobiecych spotkaniach międzynarodowych, kobiecej Lidze Mistrzów, sędziowała także na Letniej Uniwersjadzie 2009 oraz w kobiecych Mistrzostwach Europy U-19 2010, gdzie poprowadziła m.in. spotkanie finałowe. Podczas Mistrzostw Świata kobiet U-20 2010 w dwóch meczach była arbitrem technicznym.
W lipcu 2015 roku była sędzią główną na letniej Uniwersjadzie w Korei Południowej dokładniej w Gwangju, gdzie prowadziła m.in. mecz o 3. miejsce pomiędzy Kanadą a Japonią.
5 lipca 2016 roku została wybrana Przewodniczącą Kolegium Sędziów Opolskiego Związku Piłki Nożnej.